# A Ferencvárosi TC 2008–2009-es szezonja
A Ferencvárosi TC 2008–2009-es szezonja szócikk a Ferencvárosi TC első számú férfi labdarúgócsapatának egy idényéről szól. A csapat ebben az idényben az NB II Keleti csoportjában szerepelt, ahol összességében és sorozatban is harmadszor vett részt. A csoport első helyén végzett, így feljutott az NB I-be. A klub fennállásának ekkor volt a 110. évfordulója.

## A szezon eseményei
A felkészülési mérkőzések közül kiemelhető a Sheffield United elleni találkozó, amin egygólos vereséget szenvedett. A bajnoki rajtot egy nagy arányú, 6–2-es győzelemmel kezdte a csapat a Tököl ellen. A bajnokságot nagy pontkülönbséggel (17 pont) nyerte meg, így kiharcolta a jogot, hogy visszakerüljön az NB I-be. Már a 25. fordulóban kiderült, hogy bajnokcsapat lett a Ferencváros. A Magyar labdarúgókupában a 4. fordulóig jutott a csapat, ahol a Szombathely állította meg őket. A Magyar labdarúgó-ligakupában a D csoportba került a csapat, a csoportban jól szerepelt, de jobb gólkülönbséggel a Budapest Honvéd jutott tovább.

## Mérkőzések
| Színmagyarázat | Színmagyarázat |
| -------------- | -------------- |
|                | Győzelem.      |
|                | Döntetlen.     |
|                | Vereség.       |

### Nyári edzőmérkőzések
| 2008. július 10. |

| Ferencváros               | 5 – 0                                              | Szigetszentmiklósi TK |
| ------------------------- | -------------------------------------------------- | --------------------- |
| Souare 27' Shaw Abdi Tóth | (három harmadot játszottak a csapatok) Jegyzőkönyv |                       |

| Albert Flórián Stadion, Budapest |

- Tóth Bence gólja 11-esből született

| 2008. július 14. 19:00 |

| Ferencváros              | 2 – 3               | Sheffield United              |
| ------------------------ | ------------------- | ----------------------------- |
| Csiszár 29' Kourouma 80' | (1 – 2) Jegyzőkönyv | Tonge 1' Webber 10' Sharp 79' |

| Albert Flórián Stadion, Budapest Nézőszám: 4000 |

| 2008. július 24. |

| Ferencváros                        | 3 – 2               | Hapoel Haifa |
| ---------------------------------- | ------------------- | ------------ |
| Pisanjuk 30' Kamaté 46' Kamaté 61' | (1 – 1) Jegyzőkönyv | Gól · Gól    |

| Albert Flórián Stadion, Budapest Nézőszám: 0 |

- zárt kapus mérkőzés volt

| 2008. július 25. |

| Levszki Szofija       | 4 – 2               | Ferencváros                    |
| --------------------- | ------------------- | ------------------------------ |
| Gól · Gól · Gól · Gól | (2 – 1) Jegyzőkönyv | Shaw 44' Kamaté 85' (11-esből) |

| Lindabrunn, Ausztria |

### Téli edzőmérkőzések
| 2009. február 2. |

| Marsaxlokk | 2 – 4               | Ferencváros                                |
| ---------- | ------------------- | ------------------------------------------ |
| Gól · Gól  | (1 – 2) Jegyzőkönyv | Kamaté 20' Jang 30' Zsivóczky 61' Abdi 80' |

| Marsaxlokk, Málta |

- A mérkőzés három harmadból állt.

| 2009. február 4. |

| Málta                    | 3 – 1               | Ferencváros |
| ------------------------ | ------------------- | ----------- |
| Scerri 3' 38' Sammut 18' | (3 – 1) Jegyzőkönyv | Shaw 32'    |

| Málta Nézőszám: 1 000 Játékvezető: Zammit Asszisztensek: Agius Bord |

### 100 éves jubileumi mérkőzés
| 2009. május 24. |

| Kiskőrös | 0 – 4               | Ferencváros                             |
| -------- | ------------------- | --------------------------------------- |
|          | (0 – 3) Jegyzőkönyv | Robertson 13' Ferenczi 17' 27' Tóth 82' |

|  |

- A hazai együttes 100. születésnapjára megrendezett találkozó.

### NB II Keleti csoport

#### Őszi fordulók
| 1. forduló 2008. augusztus 11. 19:00 |

| Ferencváros                                                              | 6 – 2               | Tököl                                                                             |
| ------------------------------------------------------------------------ | ------------------- | --------------------------------------------------------------------------------- |
| Shaw 10' 63' Ferenczi 45' 59' 83' Gálhidi 47' Szkukalek 50' Dragóner 60' | (2 – 1) Jegyzőkönyv | Gasparik 20' Csabai 75' Medgyesi 58' Csépe 60' Kurucsai 67' Mojzes 70' Vedres 80′ |

| Albert Flórián Stadion, Budapest Nézőszám: 7 000 Játékvezető: Bognár Tamás (magyar) |

| 2. forduló 2008. augusztus 17. 17:30 |

| Bőcs KSC                                         | 2 – 1               | Ferencváros            |
| ------------------------------------------------ | ------------------- | ---------------------- |
| Bardi 25' 38' Martis 39' 63' Jeney 35' Hamar 77' | (2 – 0) Jegyzőkönyv | Ferenczi 53' Fülöp 68' |

| DVTK-stadion, Miskolc Nézőszám: 3 000 Játékvezető: Oláh Gábor (magyar) |

| 3. forduló 2008. augusztus 25. 19:00 |

| Ferencváros                                                           | 6 – 1               | Békéscsaba                              |
| --------------------------------------------------------------------- | ------------------- | --------------------------------------- |
| Ferenczi 22' 27' 39' 46' Dragóner 62' Shaw 83' 16' Wolfe 18' Tóth 44' | (3 – 0) Jegyzőkönyv | Pozsár 75' Máthé 7′ Szenti 12' Okos 66′ |

| Albert Flórián Stadion, Budapest Nézőszám: 6 000 Játékvezető: Takács János (magyar) |

| 4. forduló 2008. szeptember 1. 19:00 |

| BKV Előre             | 0 – 2               | Ferencváros          |
| --------------------- | ------------------- | -------------------- |
| Halgas 66' Gulyás 75' | (0 – 2) Jegyzőkönyv | Ashmore 17' Shaw 45' |

| Illovszky Rudolf Stadion, Budapest Nézőszám: 2 000 Játékvezető: Sulyok Gergely (magyar) |

| 5. forduló 2008. szeptember 7. 18:00 |

| Ferencváros                      | 1 – 0               | Jászberény                    |
| -------------------------------- | ------------------- | ----------------------------- |
| Shaw 20' Wolfe 28' Szkukalek 39' | (1 – 0) Jegyzőkönyv | Móczó 56' Gulyás 71' Póti 82' |

| Albert Flórián Stadion, Budapest Nézőszám: 5 000 Játékvezető: Berger József (magyar) |

| 6. forduló 2008. szeptember 15. 19:00 |

| Ferencváros                                                       | 8 – 1               | Szolnoki MÁV       |
| ----------------------------------------------------------------- | ------------------- | ------------------ |
| Tóth 25' 62' Shaw 36' 63' Ferenczi 57' 70' 72' Fitos 77' Abdi 81' | (2 – 1) Jegyzőkönyv | Antal 29' Nagy 53' |

| Albert Flórián Stadion, Budapest Nézőszám: 3 000 Játékvezető: Szilasi Szabolcs (magyar) |

| 7. forduló 2008. szeptember 22. 19:00 |

| Vác          | 0 – 4               | Ferencváros                              |
| ------------ | ------------------- | ---------------------------------------- |
| Tányéros 52' | (0 – 0) Jegyzőkönyv | Ferenczi 55' 76' Moussa 78' Tóth 81' 64' |

| Ligeti Stadion, Vác Nézőszám: 1 500 Játékvezető: Andó-Szabó Sándor (magyar) |

| 8. forduló 2008. szeptember 28. 18:00 |

| Ferencváros                                                | 3 – 1               | ESMTK                                        |
| ---------------------------------------------------------- | ------------------- | -------------------------------------------- |
| Kamaté 12' Ferenczi 15' Zsivóczky 40' Tóth 36' Csiszár 76' | (3 – 0) Jegyzőkönyv | Tarcsa 64' Czakó 13' Nagy 30' Marosfalvi 55' |

| Albert Flórián Stadion, Budapest Nézőszám: 5 000 Játékvezető: Pintér Csaba (magyar) |

| 9. forduló 2008. október 4. 15:00 |

| Ceglédi VSE                        | 1 – 1               | Ferencváros          |
| ---------------------------------- | ------------------- | -------------------- |
| Horváth 37' Barna 26' Villányi 82' | (1 – 1) Jegyzőkönyv | Abdi 16' Csiszár 70′ |

| DVTK-stadion, Miskolc Nézőszám: 2 000 Játékvezető: Farkas Ádám (magyar) |

| 10. forduló 2008. október 12. 17:30 |

| Ferencváros                          | 0 – 0               | MTK Budapest II |
| ------------------------------------ | ------------------- | --------------- |
| Wolfe 16' Ferenczi 34' Tidiane 90+2' | (0 – 0) Jegyzőkönyv |                 |

| Albert Flórián Stadion, Budapest Nézőszám: 3 000 Játékvezető: Sulyok Gergely (magyar) |

| 11. forduló 2008. október 18. 14:20 |

| Kazincbarcikai SC                                | 1 – 1               | Ferencváros                      |
| ------------------------------------------------ | ------------------- | -------------------------------- |
| Debreceni 60' Kerekes 25' Kovács 30' Zimányi 64' | (0 – 1) Jegyzőkönyv | Pölöskey 41' Fülöp 5' Moussa 66′ |

| Pete András Stadion, Kazincbarcika Nézőszám: 3 000 Játékvezető: Bede Ferenc (magyar) |

| 12. forduló 2008. október 25. 16:00 |

| Ferencváros                        | 3 – 0               | Baktalórántháza VSE |
| ---------------------------------- | ------------------- | ------------------- |
| Morrison 27' Tóth 42' Pölöskey 64' | (2 – 0) Jegyzőkönyv |                     |

| Albert Flórián Stadion, Budapest Nézőszám: 2 500 Játékvezető: Oláh Gábor (magyar) |

| 13. forduló 2008. november 3. 19:00 |

| Debreceni VSC II | 0 – 1               | Ferencváros                     |
| ---------------- | ------------------- | ------------------------------- |
| Németh 31'       | (0 – 1) Jegyzőkönyv | Shaw 31' Tóth 69' Szkukalek 90' |

| Oláh Gábor utcai stadion, Debrecen Nézőszám: 2 500 Játékvezető: Varga László (magyar) |

| 14. forduló 2008. november 9. 16:00 |

| Ferencváros                                                        | 3 – 2               | Makó FC                              |
| ------------------------------------------------------------------ | ------------------- | ------------------------------------ |
| Zsivóczky 13' Szkukalek 29' Dragóner 53' Kourouma 25' Pölöskey 77' | (2 – 1) Jegyzőkönyv | Maróti 24' Varga 48' 79' Podonyi 87' |

| Albert Flórián Stadion, Budapest Nézőszám: 2 500 Játékvezető: Arany Tamás (magyar) |

| 15. forduló 2008. november 15. 13:30 |

| Vecsési FC    | 0 – 4               | Ferencváros                                                    |
| ------------- | ------------------- | -------------------------------------------------------------- |
| Kiskapusi 79' | (0 – 2) Jegyzőkönyv | Pölöskey 28' Zsivóczky 45' Dragóner 48' Fülöp 86' Pisanjuk 77' |

| Városi stadion (Vecsés), Vecsés Nézőszám: 3 000 Játékvezető: Berger József (magyar) |

#### Tavaszi fordulók
| 16. forduló 2009. március 7. 11:00 |

| Tököl                                      | 0 – 7               | Ferencváros                                                  |
| ------------------------------------------ | ------------------- | ------------------------------------------------------------ |
| Imbuzan 10' Balázs 41' Bucur 44' Bodea 85' | (0 – 4) Jegyzőkönyv | Dragóner 16' 41' Shaw 30' Ferenczi 34' 50' 58' 87' Balog 44' |

| Béke téri Stadion Nézőszám: 7 000 Játékvezető: Kovács Gábor (magyar) |

| 17. forduló 2009. március 14. 15:00 |

| Ferencváros                                                              | 4 – 1               | Bőcs KSC                                                    |
| ------------------------------------------------------------------------ | ------------------- | ----------------------------------------------------------- |
| Dragóner 6' Fitos 10' 46' Ferenczi 27' Wedgbury 44' Jason 24' Abdi 90+2' | (4 – 1) Jegyzőkönyv | Urbin 8' Molnár 9' Bardi 14' Irhás 42' Lipták 45' Cséke 85' |

| Albert Flórián Stadion, Budapest Nézőszám: 12 000 Játékvezető: Mészáros István (magyar) |

| 18. forduló 2009. március 24. 19:00 |

| Békéscsaba                      | 0 – 1               | Ferencváros  |
| ------------------------------- | ------------------- | ------------ |
| Borbély 64' Rubus 80' Simon 90′ | (0 – 1) Jegyzőkönyv | Ferenczi 21' |

| Kórház utcai stadion, Békéscsaba Nézőszám: 4 000 Játékvezető: Fábián Mihály (magyar) |

| 19. forduló 2009. március 28. 15:00 |

| Ferencváros                             | 2 – 1               | BKV Előre                                   |
| --------------------------------------- | ------------------- | ------------------------------------------- |
| Shaw 45' 67' Robertson 88' Wedgbury 47' | (1 – 0) Jegyzőkönyv | Makrai 90' Csopaki 7' Gulyás 68' Molnár 70' |

| Albert Flórián Stadion, Budapest Nézőszám: 6 000 Játékvezető: Andó-Szabó Sándor (magyar) |

| 20. forduló 2009. április 5. 15:30 |

| Jászberény | 0 – 1               | Ferencváros              |
| ---------- | ------------------- | ------------------------ |
| Gulyás 56' | (0 – 1) Jegyzőkönyv | Márkus 35' Robertson 38' |

| Ligeti Stadion, Jászberény Nézőszám: 5 000 Játékvezető: Berger József (magyar) |

| 21. forduló 2009. április 11. 14:00 |

| Szolnoki MÁV                                     | 0 – 3               | Ferencváros                                               |
| ------------------------------------------------ | ------------------- | --------------------------------------------------------- |
| Belényesi 25' Kövesfalvi 36' Zana 78' Germán 89' | (0 – 2) Jegyzőkönyv | Robertson 36' 41' 64' Ferenczi 66' Morrison 10' Wolfe 25' |

| Tiszaligeti stadion, Szolnok Nézőszám: 5 000 Játékvezető: Szabó Zsolt (magyar) |

| 22. forduló 2009. április 18. 15:00 |

| Ferencváros                                               | 6 – 1               | Vác                                                 |
| --------------------------------------------------------- | ------------------- | --------------------------------------------------- |
| Ferenczi 7' 24' 44' 83' Ashmore 74' Shaw 79' Dragóner 35' | (3 – 0) Jegyzőkönyv | Gáspár 58' 73' Tányéros 17' Varga 35′ Margitics 83' |

| Albert Flórián Stadion, Budapest Nézőszám: 4 000 Játékvezető: Bede Ferenc (magyar) |

| 23. forduló 2009. április 26. 17:00 |

| ESMTK                            | 0 – 3               | Ferencváros                                 |
| -------------------------------- | ------------------- | ------------------------------------------- |
| Marosfalvi 12' Obot 68' Füzi 70' | (0 – 1) Jegyzőkönyv | Ashmore 43' 69' Zsivóczky 65' Robertson 28′ |

| Béke téri Stadion Nézőszám: 5 000 Játékvezető: Oláh Gábor (magyar) |

| 24. forduló 2009. május 2. 15:00 |

| Ferencváros                               | 4 – 1               | Ceglédi VSE                                               |
| ----------------------------------------- | ------------------- | --------------------------------------------------------- |
| Ferenczi 33' 57' 76' Balog 48' Lowton 58' | (1 – 0) Jegyzőkönyv | Medgyesi 60' Fehér 33' Miklósvári 43' Ramos 57' Barna 83' |

| Albert Flórián Stadion, Budapest Nézőszám: 4 500 Játékvezető: Király Gergő (magyar) |

| 25. forduló 2009. május 10. 17:30 |

| MTK Budapest II                             | 1 – 2               | Ferencváros                                                  |
| ------------------------------------------- | ------------------- | ------------------------------------------------------------ |
| Eppel 49' Melczer 13' Hajdú 43' Nikházi 75' | (0 – 1) Jegyzőkönyv | Shaw 13' Ferenczi 70' Lowton 33' Zsivóczky 36' Robertson 88' |

| Béke téri Stadion Nézőszám: 3 000 Játékvezető: Kovács Gábor (magyar) |

| 26. forduló 2009. május 16. 15:00 |

| Ferencváros                      | 5 – 0               | Kazincbarcikai SC |
| -------------------------------- | ------------------- | ----------------- |
| Ferenczi 8' 35' 48' 51' Tóth 11' | (3 – 0) Jegyzőkönyv | Kovács 89'        |

| Albert Flórián Stadion, Budapest Nézőszám: zárt kapus Játékvezető: Farkas Ádám (magyar) |

| 27. forduló 2009. május 23. 16:00 |

| Baktalórántháza VSE       | 2 – 3               | Ferencváros                                   |
| ------------------------- | ------------------- | --------------------------------------------- |
| Marics 39' Tolnai 64' 34' | (1 – 2) Jegyzőkönyv | Fitos 10' Ferenczi 30' Lipcsei 68' Kamaté 78' |

| Baktalórántháza Nézőszám: 750 Játékvezető: Varga László (magyar) |

| 28. forduló 2009. június 1. 18:00 |

| Ferencváros                                                      | 3 – 1               | Debreceni VSC II   |
| ---------------------------------------------------------------- | ------------------- | ------------------ |
| Ferenczi 38' 50' Kamaté 86' Dragóner 33' Lowton 72' Wedgbury 88' | (1 – 1) Jegyzőkönyv | Leal 36' Szűcs 49' |

| Albert Flórián Stadion, Budapest Nézőszám: 5 000 Játékvezető: Bede Ferenc (magyar) |

| 29. forduló 2009. június 6. 16:00 |

| Makó FC                                          | 2 – 1               | Ferencváros                  |
| ------------------------------------------------ | ------------------- | ---------------------------- |
| Maróti 24' 41' Rakonczai 39' Varga 70' Gévay 77′ | (2 – 1) Jegyzőkönyv | Fülöp 30' Tóth 23' Fitos 33' |

| Erdei Ferenc tér 7., Makó Nézőszám: 2 200 Játékvezető: Sulyok Gergely (magyar) |

| 30. forduló 2009. június 13. 17:00 |

| Ferencváros                                | 5 – 1               | Vecsési FC                                                |
| ------------------------------------------ | ------------------- | --------------------------------------------------------- |
| Ferenczi 4' 72' 82' Deme 71' Szkukalek 74' | (1 – 0) Jegyzőkönyv | Namuquita 61' Takács 36' Králik 65' Molnár 82' Molnár 86' |

| Albert Flórián Stadion, Budapest Nézőszám: 3 500 Játékvezető: Erdős József (magyar) |

#### Végeredmény
| #   | Csapat                 | M  | GY | D | V  | G+ – G– | GK  | P  | Megjegyzések                                           |
| --- | ---------------------- | -- | -- | - | -- | ------- | --- | -- | ------------------------------------------------------ |
| 1.  | Ferencvárosi TC        | 30 | 25 | 3 | 2  | 94–22   | +72 | 78 | 2009–2010-es magyar labdarúgó-bajnokság (első osztály) |
| 2.  | DVSC-DEAC              | 30 | 19 | 4 | 7  | 72–38   | +34 | 61 |                                                        |
| 3.  | Makó FC                | 30 | 17 | 5 | 8  | 61–44   | +17 | 56 |                                                        |
| 4.  | Bőcs KSC               | 30 | 15 | 7 | 8  | 56–34   | +22 | 52 |                                                        |
| 5.  | Kazincbarcika BSC KFT. | 30 | 14 | 9 | 7  | 52–47   | +5  | 51 |                                                        |
| 6.  | Szolnoki MÁV-Mondi FC  | 30 | 13 | 8 | 9  | 52–42   | +10 | 47 |                                                        |
| 7.  | MTK Budapest II        | 30 | 12 | 6 | 12 | 42–45   | −3  | 42 |                                                        |
| 8.  | BKV Előre SC           | 30 | 11 | 7 | 12 | 53–47   | +6  | 40 |                                                        |
| 9.  | Vác-Újbuda LTC         | 30 | 11 | 4 | 15 | 63–67   | −4  | 37 |                                                        |
| 10. | Ceglédi VSE            | 30 | 10 | 7 | 13 | 41–48   | −7  | 37 |                                                        |
| 11. | Vecsési FC 1911        | 30 | 10 | 6 | 14 | 45–51   | −6  | 36 |                                                        |
| 12. | Békéscsaba 1912 Előre  | 30 | 9  | 7 | 14 | 42–62   | −20 | 34 |                                                        |
| 13. | Baktalórántháza VSE    | 30 | 8  | 6 | 16 | 37–63   | −26 | 30 |                                                        |
| 14. | ESMTK                  | 30 | 8  | 5 | 17 | 47–68   | −21 | 29 | NB III                                                 |
| 15. | Jászberényi SE Vasas   | 30 | 7  | 7 | 16 | 31–56   | −25 | 28 | NB III                                                 |
| 16. | Tököl KSK              | 30 | 4  | 3 | 23 | 29–83   | −54 | 15 | NB III                                                 |

Utolsó frissítés: 2009. július 14. 
Forrás: MLSZ 
A rangsorolás alapszabályai: 1. összpontszám, 2. győzelmek száma, 3. egymás elleni eredmények összpontszáma,  4. egymás elleni eredmények gólkülönbsége, 5. egymás elleni eredmények szerzett góljainak száma 6. gólkülönbség, 7. szerzett gólok száma.
(B): Bajnokcsapat, (K): Kieső csapat, (F): Feljutó csapat, (I): Kupainduló, (R): A rájátszás győztese, (KGY): Kupagyőztes

#### Eredmények összesítése
Az alábbi táblázatban összesítve szerepelnek a Ferencvárosi TC 2008/09-es bajnokságban elért eredményei.
| Ősz/tavasz (forduló)    | Otthon | Otthon | Otthon | Otthon | Otthon | Otthon | Otthon | Idegenben | Idegenben | Idegenben | Idegenben | Idegenben | Idegenben | Idegenben |
| Ősz/tavasz (forduló)    | M      | GY     | D      | V      | LG–KG  | GK     | P      | M         | GY        | D         | V         | LG–KG     | GK        | P         |
| ----------------------- | ------ | ------ | ------ | ------ | ------ | ------ | ------ | --------- | --------- | --------- | --------- | --------- | --------- | --------- |
| Őszi szezon (1–15.)     | 8      | 7      | 1      | 0      | 30–7   | +23    | 22     | 7         | 4         | 2         | 1         | 14–4      | +10       | 14        |
| Tavaszi szezon (16–30.) | 7      | 7      | 0      | 0      | 29–6   | +23    | 21     | 8         | 7         | 0         | 1         | 21–5      | +16       | 21        |
| Összesen (1–30.)        | 15     | 14     | 1      | 0      | 59–13  | +46    | 43     | 15        | 11        | 2         | 2         | 35–9      | +26       | 35        |

#### Helyezések fordulónként
| Forduló  | 1  | 2 | 3  | 4  | 5  | 6  | 7  | 8  | 9 | 10 | 11 | 12 | 13 | 14 | 15 | 16 | 17 | 18 | 19 | 20 | 21 | 22 | 23 | 24 | 25 | 26 | 27 | 28 | 29 | 30 |
| -------- | -- | - | -- | -- | -- | -- | -- | -- | - | -- | -- | -- | -- | -- | -- | -- | -- | -- | -- | -- | -- | -- | -- | -- | -- | -- | -- | -- | -- | -- |
| Helyszín | O  | I | O  | I  | O  | O  | I  | O  | I | O  | I  | O  | I  | O  | I  | I  | O  | I  | O  | I  | I  | O  | I  | O  | I  | O  | I  | O  | I  | O  |
| Eredmény | GY | V | GY | GY | GY | GY | GY | GY | D | D  | D  | GY | GY | GY | GY | GY | GY | GY | GY | GY | GY | GY | GY | GY | GY | GY | GY | GY | V  | GY |
| Helyezés | 1  | 6 | 4  | 2  | 2  | 2  | 2  | 2  | 1 | 2  | 2  | 2  | 1  | 1  | 1  | 1  | 1  | 1  | 1  | 1  | 1  | 1  | 1  | 1  | 1  | 1  | 1  | 1  | 1  | 1  |

Helyszín: O = Otthon; I = Idegenben. Eredmény: GY = Győzelem; D = Döntetlen; V = Vereség.

### Magyar kupa
2. forduló
| 2008. augusztus 28. 18:00 |

| Leányfalu            | 0 – 9               | Ferencváros                                                                  |
| -------------------- | ------------------- | ---------------------------------------------------------------------------- |
| Tóth 70' Potássy 90' | (0 – 6) Jegyzőkönyv | Abdi 7' 41' Kourouma 15' Moussa 19' Kamaté 29' 31' 50' Bartha 64' Carlos 85' |

| Illovszky Rudolf Stadion, Budapest Nézőszám: 3 000 Játékvezető: Becséri Dániel (magyar) |

3. forduló
| 2008. augusztus 28. 18:00 |

| Szigetszentmiklósi TK | 2 – 3               | Ferencváros |
| --------------------- | ------------------- | ----------- |
|                       | (0 – 1) Jegyzőkönyv | Abdi 30'    |

| Szigetszentmiklós Játékvezető: Varga László (magyar) |

- A rendes játékidőnek 1–1 lett az eredménye. Büntetőkkel alakult ki a 2–3.

4. forduló
| 2008. szeptember 25. 18:00 |

| Ferencváros                        | 1 – 2               | Haladás                           |
| ---------------------------------- | ------------------- | --------------------------------- |
| Ferenczi 66' Dragóner 41' Tóth 62' | (0 – 2) Jegyzőkönyv | Kenesei 11' Guzmics 19' Rózsa 81' |

| Albert Flórián Stadion, Budapest Játékvezető: Szabó Zsolt (magyar) |

### Magyar labdarúgó-ligakupa

#### Csoportkör (D csoport)
| 1. forduló 2008. október 1. 15:30 |

| Baktalórántháza VSE | 0 – 3               | Ferencváros                                          |
| ------------------- | ------------------- | ---------------------------------------------------- |
| Doros 41' Vágó 47'  | (0 – 1) Jegyzőkönyv | Szalai 19' Kourouma 50' Bartholomew 85' Pölöskey 12' |

| Baktalórántháza Játékvezető: Iványi Zoltán (magyar) |

| 2. forduló 2008. október 15. 17:30 |

| Budapest Honbvéd                                    | 2 – 2               | Ferencváros                 |
| --------------------------------------------------- | ------------------- | --------------------------- |
| Hercegfalvi 24' Moreira 90+2' Brou 7' Ivancsics 87' | (1 – 1) Jegyzőkönyv | Downing 18' Bartholomew 74' |

| Bozsik József Stadion, Budapest Játékvezető: Arany Tamás (magyar) |

| 3. forduló 2008. október 29. 19:00 |

| FC Fehérvár                              | 0 – 0               | Ferencváros         |
| ---------------------------------------- | ------------------- | ------------------- |
| Lattenstein 31' Csobánki 62' Horváth 75' | (0 – 0) Jegyzőkönyv | Moussa 75' Sváb 80' |

| Sóstói Stadion, Székesfehérvár Játékvezető: Németh Ádám (magyar) |

| 4. forduló 2008. november 6. 18:00 |

| Ferencváros                                  | 2 – 1               | Kecskeméti TE                   |
| -------------------------------------------- | ------------------- | ------------------------------- |
| Pisanjuk 13' 84' Brettschneider 70' Diaz 72' | (1 – 1) Jegyzőkönyv | Nagy 3' 75' Ábel 21' Rusvay 80' |

| Albert Flórián Stadion, Budapest Nézőszám: 400 Játékvezető: Fábián Mihály (magyar) |

| 5. forduló 2008. november 12. 18:00 |

| Rákospalotai EAC       | 2 – 3               | Ferencváros                                |
| ---------------------- | ------------------- | ------------------------------------------ |
| Sallai 28' Kapcsos 81' | (1 – 2) Jegyzőkönyv | Kamaté 16' Pisanjuk 42' Brettschneider 49' |

| Budai II László Stadion, Budapest Játékvezető: Mészáros István (magyar) |

| 6. forduló 2008. november 22. 13:00 |

| Ferencváros                               | 3 – 0               | Baktalórántháza VSE |
| ----------------------------------------- | ------------------- | ------------------- |
| Brettschneider 16' Baranyai 49' Fülöp 76' | (1 – 0) Jegyzőkönyv | Kozma 18' Szabó 46' |

| Albert Flórián Stadion, Budapest Játékvezető: Pánczél Krisztián (magyar) |

| 7. forduló 2008. november 30. 17:30 |

| Ferencváros                         | 2 – 2               | Budapest Honvéd                     |
| ----------------------------------- | ------------------- | ----------------------------------- |
| Deme 24' Kamaté 59' 69' Országh 36' | (1 – 2) Jegyzőkönyv | Moreira 6' Rodrigues 33' Takács 65′ |

| Albert Flórián Stadion, Budapest Játékvezető: Szabó Zsolt (magyar) |

| 8. forduló 2008. december 6. 12:00 |

| Ferencváros                     | 2 – 3               | FC Fehérvár                                                      |
| ------------------------------- | ------------------- | ---------------------------------------------------------------- |
| Nyilasi 75' Tóth 79' Bartha 37' | (0 – 3) Jegyzőkönyv | Nagy 16' 43' Horváth 34' 75' Andić 11′ Radović 45' Filipović 76' |

| Albert Flórián Stadion, Budapest Játékvezető: Szilasi Szabolcs (magyar) |

| 9. forduló 2009. február 8. 17:30 |

| Kecskeméti TE                        | 0 – 0               | Ferencváros             |
| ------------------------------------ | ------------------- | ----------------------- |
| Yannick 46' Schindler 74' Farkas 83' | (0 – 0) Jegyzőkönyv | Lowton 46' Kourouma 85' |

| Széktói Stadion, Kecskemét Nézőszám: 1 200 Játékvezető: Bede Ferenc (magyar) |

| 10. forduló 2009. február 15. 17:30 |

| Ferencváros                                           | 3 – 0               | Rákospalotai EAC                |
| ----------------------------------------------------- | ------------------- | ------------------------------- |
| Dragóner 18' Kamaté 60' Tóth 89' Wolfe 26' Lowton 38' | (1 – 0) Jegyzőkönyv | Kapcsos 4' Kovács 17' Varga 29' |

| Albert Flórián Stadion, Budapest Játékvezető: Veizer Roland (magyar) |

#### A D csoport végeredménye
| Színmagyarázat | Színmagyarázat                                                 |
| -------------- | -------------------------------------------------------------- |
|                | A csoportelső és csoportmásodik bejutott a negyeddöntőbe.      |
|                | A csoport többi helyezettje nem folytathatta a kupaszereplést. |

| Csapat          | M  | Gy | D | V  | G+ | G– | Gk  | P  |
| --------------- | -- | -- | - | -- | -- | -- | --- | -- |
| Székesfehérvár  | 10 | 7  | 3 | 0  | 29 | 9  | +20 | 24 |
| Budapest Honvéd | 10 | 5  | 4 | 1  | 33 | 16 | +17 | 19 |
| Ferencváros     | 10 | 5  | 4 | 1  | 20 | 10 | +10 | 19 |
| Kecskemét       | 10 | 3  | 2 | 5  | 22 | 17 | +5  | 11 |
| REAC            | 10 | 3  | 1 | 6  | 14 | 28 | –14 | 10 |
| Baktalórántháza | 10 | 0  | 0 | 10 | 3  | 41 | –38 | 0  |

## Külső hivatkozások
- A csapat hivatalos honlapja (magyarul)
- A 2008–09-es szezon menetrendje a tempofradi.hu-n (magyarul)
- A Magyar Labdarúgó Szövetség honlapja, adatbankja (magyarul)
- Tudósítások az NSO.hu-n a Ferencvárosi TC 2008–2009-es mérkőzéseiről (magyarul)